# A lé meg a Lola
A lé meg a Lola (Lola Rennt – Lola rohan) egy 1998-ban bemutatott német játékfilm, amelynek írója és rendezője Tom Tykwer. A címszerepet Franka Potente, barátját (Manni) Moritz Bleibtreu alakítja.
A film nem egy hagyományos értelemben vett történet, hanem lehetséges történetek változatai. A cselekmény három verzióját mondja el a film, és a dolgok kimenetele mindig csak néhány másodpercen múlik. A rendező ezzel fontos kérdést boncolgat: vajon létezik-e sors, és az embereknek van-e abba beleszólásuk, vagy tényleg minden csak a véletlenen és a szerencsén múlik?

## Cselekmény
|  | Alább a cselekmény részletei következnek! |

Versenyben az idővel (Moritz Bleibtreu és Franka Potente)

Lola kedvese, Manni egy kezdő drogfutár. Feladata az, hogy délre juttasson el 100 000 német márkát. Útját kénytelen tömegközlekedési eszközzel megtenni. A metrón azonban megijed két rendőrtől, és a szatyrot a százezer márkával együtt, egy hajléktalan férfi mellett hagyva elmenekül. Kétségbeesésében öngyilkosságot vagy rablótámadást fontolgatva hívja fel Lolát, aki bár még maga sem tudja, mit fog csinálni, ráveszi Mannit, hogy húsz percet várjon rá, és addig ne tegyen semmit.
És ezzel megkezdődnek a bonyodalmak. Három különböző befejezést fogunk látni, és azt, hogy az élet dolgai néhány másodpercen múlnak csupán…

### 1. verzió

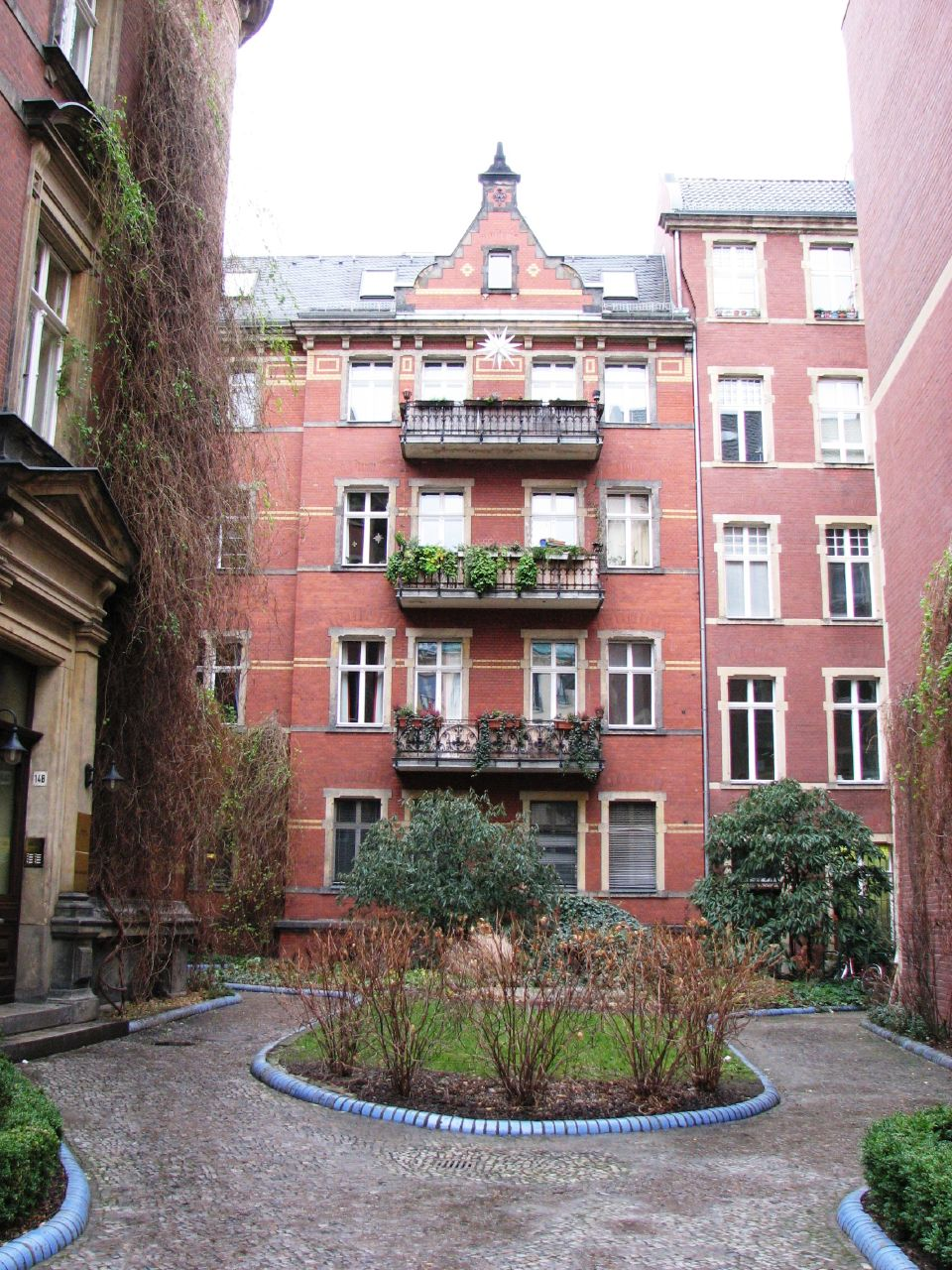
A ház Berlinben, ahonnan Lola indul

Míg a telefon kagylója lassításban visszaesik a helyére, Lola előtt képek villannak fel: ismerősei közül kitől lehetne ezt a nem kis összeget megszerezni. Végül apja mellett dönt, és elképesztő gyorsasággal kezd futni. Mielőtt elhaladna egy sarok mellett, pont akkor megy arra a koldus, aki magával vitte Manni pénzét.
Miközben Lola fut, a bankban édesapja szerelmet vall titkárnőjének, és eldönti, hogy elhagyja érte a családját. Lola épp akkor érkezik, amikor apja a titkárnőjével beszél. Kérdőre vonja édesapját, aki dühében a fejéhez vágja, hogy ő valójában nem is az apja. Ráadásul cserben hagyja Lolát, akinek már alig maradt ideje. Lola tovább szalad, elhagyva egy mentőautót, amely majdnem egy munkások által cipelt hatalmas üvegtáblába ütközik. Mivel már dél van, Manni elindul, hogy kirabolja a telefonfülkével szembeni élelmiszerboltot. Lola későn érkezik: Manni már belépett az üzletbe, és fenyegetően a biztonsági őrre emeli a pisztolyát. A lány nem tehet mást, segít szerelmének a pénz megszerzésében. Miután eltették a pénzt, elmenekülnek, de szemben találják magukat a rendőrséggel, és elsül egy fegyver, amely egyenesen Lolát találja el. Míg Lola haldoklik egy látomást (vagy emléket) látunk: Lola és Manni egy ágyon fekszenek, és a lány arról faggatja a fiút, hogy szereti-e őt igazán. Manni biztosítja őt, hogy a végsőkig szeretni fogja.

### 2. verzió
Miután Lola meghal, a film cselekménye újra kezdődik. Ismét annál a jelenetnél járunk, amikor a telefonkagyló lassításban visszaesik a helyére. Lola ismét rohanni kezd, és ismét apjától akar pénzt szerezni. A lépcsőn lefelé menet összetalálkozik egy szomszédjával és annak kutyájával; a szomszéd kiteszi a lábát Lola elé, aki leesik a lépcsőn. Ráadásul az egyik sarkon egy épp kiálló autó elől nem tud kitérni, ezért ráesik annak szélvédőjére. Az autó vezetője Meyer, aki épp Lola apjához indul. A koldus ismét elhalad azon a sarkon, ahol az előző verzióban, de most Lola össze is találkozik vele, noha a lánynak fogalma sincs arról, hogy a férfinál van a pénz.
Emiatt néhány másodperccel később érkezik meg a bankba, ahol édesapja megint a titkárnőjével beszél. A néhány pillanat épp elegendő arra, hogy a nő ismét rákérdezzen, hogy Lola apja örülne-e egy közös gyereknek, de itt már azt is megtudjuk, hogy a kicsi valójában nem a férfié; aki erre dührohamot kap. Lola épp ekkor érkezik. Ebben a férfi megintcsak nem ad pénzt a lánynak, így az úgy dönt, hogy kirabolja a bankot, túszként pedig édesapját használja fel. Miután megszerzi az elegendő pénzt, kinn összetalálkozik a rendőrséggel, s azt gondolja, hogy le fogják tartóztatni. Pedig valójában a rendőrök nem is feltételezik róla, hogy ő a bankrabló, ezért a lánynak sikerül elmenekülnie. Sietve rohan Mannihoz.
Futás közben ismét összetalálkozik a mentőautóval, de megzavarja a vezetőt, így az már beleütközik a munkások által cipelt hatalmas üvegtáblába. Lola ezúttal épp időben érkezik, ám még mielőtt odaérne Mannihoz, az előző jelenetben feltűnt mentőautó elüti a fiút.
Miközben Manni haldoklik, újból egy látomást, vagy emlékképet látunk: Lola és Manni ismét az ágyon fekszenek, de ezúttal a fiú teszi fel a lánynak a kérdést: Lola tényleg szereti-e őt eléggé. A lány biztosítja őt, hogy igen.

### 3. verzió
A film cselekménye újrakezdődik, megintcsak onnan, hogy a telefonkagyló lassításban visszaesik a helyére. Lola néhány percet nyer, mivel ezúttal átugorja a szomszéd veszedelmes kutyáját. Lola apja éppen kilép a bankból, és beszáll Mr. Meyer kocsijába. Lola hiába kiabál utánuk. Meyer és Lola apja indulás után karamboloznak, mivel Meyernek félre kell rántania a kormányt (Manni és a hajléktalan suhan el előttük).
Lolának fogalma sincs, mit tegyen, de ismét rohanni kezd. Aztán meglát egy kaszinót, és hirtelen ötlettől vezérelve bemegy. Sikerül a rulettasztalhoz jutnia, noha alig volt pénze zsetonra, és a ruhája sem alkalomhoz illő. Megteszi tétnek a húszas számot (kétszer), és nagy szerencséjére 127 000 márkát nyer. Azonnal rohanni kezd a pénzzel Mannihoz, hogy időben odaérjen. Ismét összetalálkozik a mentőautóval, és megintcsak ott van a hatalmas ablaküveg a munkásokkal, de az autó ezúttal sikeresen fékez. Ezt a rövid időt kihasználva, Lola bemászik a mentőautó hátsó részébe. Ott meglátja Meyert, aki a baleset során súlyosan megsérült, és a mentőápoló épp próbálja újraéleszteni. Lola megfogja a férfi kezét, és ennek hatására Meyer szíve újra verni kezd.
Eközben Manni épp kölcsönkér egy telefonkártyát egy vak hölgytől, ám eközben észreveszi a hajléktalant, aki valószínűleg eltette a szatyor pénzét, és biciklivel menekül. Manni a nyomába ered, és hosszú hajsza után egy pisztollyal rákényszeríti a férfit, hogy adja vissza a pénzt. Ugyanakkor nagyon megsajnálja az illetőt, akinek semmije sincs. Ezért enged a koldus kérésének, és odaadja neki a pisztolyát. Manninak így sikerül eljuttatnia a pénzt a főnökének.
Időközben megérkezik Lola és kétségbeesetten keresi Mannit. Aztán meglátja a fiút, aki közli, hogy minden rendben, a pénzt sikerül időben visszaadnia.

## Szereplők
| Karakter       | Színész             | Magyar hang       |
| -------------- | ------------------- | ----------------- |
| Lola           | Franka Potente      | Kiss Eszter       |
| Manni          | Moritz Bleibtreu    | Bolba Tamás       |
| Apa            | Herbert Knaup       | Haás Vander Péter |
| Jutta          | Nina Petri          | Kovács Nóra       |
| Norbert von Au | Joachim Król        | Csuha Lajos       |
| Schuster       | Armin Rohde         | Csuja Imre        |
| Ronnie         | Heino Ferch         |                   |
| Frau Jäger     | Suzanne von Borsody |                   |
| Kruse          | Lars Rudolph        |                   |
| Meyer          | Ludger Pistor       |                   |
| Mike           | Sebastian Schipper  |                   |
| Anya           | Ute Lubosch         | Bokor Ildikó      |
| Vak nő         | Monica Bleibtreu    |                   |
| Doris          | Julia Lindig        |                   |
| Az idős hölgy  |                     | Várnagy Kati      |

## Érdekesség
A Német Filmdíj trófeáját Loláról nevezték el.